# Henoch Henich Kohen Lewin
Henoch Henich Kohen Lewin (ur. 1798 w Lutomiersku, zm. 21 marca 1870 w Aleksandrowie Łódzkim) – polski rabin, drugi cadyk chasydzkiej dynastii Ger.

## Życiorys
Urodził się w Lutomiersku. Był synem Pinchasa Lewina i jego żony Sory Chany z domu Szatan. Nauki pobierał u rabina Simchy Bunema z Przysuchy, Jaakowa Icchaka Halewiego Horowica z Lublina, a następnie u Menachema Mendla Morgensterna z Kocka oraz Icchaka Meira Altera z Góry Kalwarii. Po śmierci tego drugiego został drugim cadykiem chasydzkiej dynastii Ger. Wprowadził do dynastii wiele innowacji, m.in. przeniósł siedzibę na czas jego urzędowania do Aleksandrowa, przyjmował prośby skierowane do niego przez kobiety. Był zwolennikiem mistycznych i ekstatycznych trendów w chasydyzmie. Wcześniej w latach 1837–1853 był rabinem w Aleksandrowie Łódzkim, następnie w latach 1853–1859 w Nowym Dworze Mazowieckim i w latach 1859–1864 (lub do 1866) w Przasnyszu. 

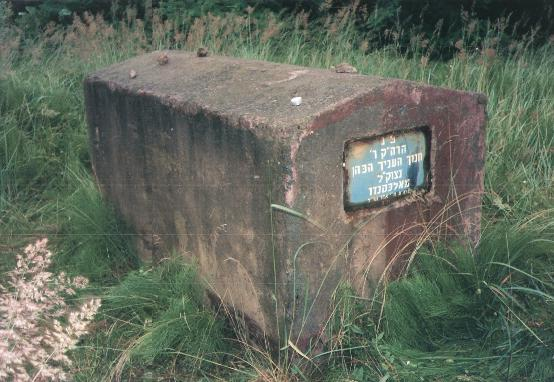
Henoch Henich Kohen Lewin

Lewin zmarł 21 marca 1870 roku i został pochowany na cmentarzu żydowskim w Aleksandrowie Łódzkim. Był autorem wydanego pośmiertnie dzieła, zatytułowanego Haszawa le-Tora (pierwsze wydanie w 1929 roku).

## Życie prywatne
Henoch Henich Kohen Lewin był dwukrotnie żonaty. Jego pierwszą żoną była Chana Hensze Fejge Pachter z Przysuchy, z którą miał troje dzieci: Jechiela Efraima, Brachę Szyfrę Miriam oraz Chaję Ciporę. Drugą żoną była Chaja Basia Rabinowicz, córka rabina Jehoszuy Uszera Rabinowicza z Parysowa.